# Кальпулальпан
Кальпулальпан (исп. Calpulalpan) — город и муниципалитет в Мексике, входит в штат Тласкала. Население — 37 169 человек.